# Lista siturilor arheologice din județul Botoșani - V
Lista siturilor arheologice din județul Botoșani - V conține toate siturile arheologice din județul Botoșani înscrise în Repertoriul Arheologic Național (RAN) și aflate în localități al căror nume începe cu litera V. RAN este administrat de Ministerul Culturii și Patrimoniului Național și cuprinde date științifice, cartografice, topografice, imagini și planuri, precum și orice alte informații privitoare la zonele cu potențial arheologic, studiate sau nu, încă existente sau dispărute.
Puteți căuta un sit din localitățile care încep cu litera V folosind formularul de mai jos sau puteți naviga prin toate siturile din județ la Lista siturilor arheologice din județul Botoșani.
| Cod RAN                                  | Denumire | Localitate                                | Adresă                                    | Datare                                                               | Descoperit                                      | Coordonate                                    | Imagine           | Erori            |
| ---------------------------------------- | --- | ----------------------------------------- | ----------------------------------------- | -------------------------------------------------------------------- | ----------------------------------------------- | --------------------------------------------- | ----------------- | ---------------- |
| 39621.01.01 (Cod LMI: BT-I-s-B-01842)    | Așezarea Cucuteni de la Văculești - La Prisacă / ansamblu anonim (Categorie: locuire civilă) (Tip: Așezare deschisă)                       | sat Văculești, comuna Văculești           | La Prisacă                                | Cucuteni aprox. 4.500- 3.500 ani                                     | A. Păunescu, P. Șadurschi, V. Chirica 1974      | 47°53′10″N 26°26′03″E / 47.8862°N 26.43405°E  | Încărcați imagine | Raportați eroare |
| 35928.01.01 (Cod LMI: BT-I-s-B-01843)    | Situl arheologic de la Victoria - Șanțul Caterinei / ansamblu anonim (Categorie: locuire civilă) (Tip: Așezare)                            | sat Victoria, comuna Stăuceni             | Șanțul Caterinei                          | Cucuteni aprox. 4.500- 3.500 ani                                     | V. C. Nădejde și C. B. Troteanu 1898            | 47°45′17″N 26°47′09″E / 47.75468°N 26.7858°E  | Încărcați imagine | Raportați eroare |
| 35928.01.02 (Cod LMI: BT-I-m-B-01843.02) | Situl arheologic de la Victoria - Șanțul Caterinei / ansamblu anonim (Categorie: locuire civilă) (Tip: Așezare fortificată)                | sat Victoria, comuna Stăuceni             | Șanțul Caterinei                          | getică 650-300 ani                                                   | V. C. Nădejde și C. B. Troteanu 1898            | 47°45′17″N 26°47′09″E / 47.75468°N 26.7858°E  | Încărcați imagine | Raportați eroare |
| 35928.01.03 (Cod LMI: BT-I-s-B-01843)    | Situl arheologic de la Victoria - Șanțul Caterinei / ansamblu anonim (Categorie: locuire civilă) (Tip: Așezare)                            | sat Victoria, comuna Stăuceni             | Șanțul Caterinei                          | Daci liberi sec. II-III                                              | V. C. Nădejde și C. B. Troteanu 1898            | 47°45′17″N 26°47′09″E / 47.75468°N 26.7858°E  | Încărcați imagine | Raportați eroare |
| 35928.01.04 (Cod LMI: BT-I-m-B-01843.01) | Situl arheologic de la Victoria - Șanțul Caterinei / ansamblu anonim (Categorie: locuire civilă) (Tip: așezare deschisă)                   | sat Victoria, comuna Stăuceni             | Șanțul Caterinei                          | Suceava-Drumul Național sec. VIII-IX                                 | V. C. Nădejde și C. B. Troteanu 1898            | 47°45′17″N 26°47′09″E / 47.75468°N 26.7858°E  | Încărcați imagine | Raportați eroare |
| 39845.01.01 (Cod LMI: BT-I-m-B-01845.02) | Situl arheologic de la Vorniceni - Lutărie / ansamblu anonim (Categorie: locuire civilă) (Tip: Așezare deschisă)                           | sat Vorniceni, comuna Vorniceni           | Lutărie                                   | Cucuteni - A-B                                                       | colectivul arheologic Corlăteni 1950            | 47°58′22″N 26°42′31″E / 47.97267°N 26.70859°E | Încărcați imagine | Raportați eroare |
| 39845.01.02 (Cod LMI: BT-I-m-B-01845.01) | Situl arheologic de la Vorniceni - Lutărie / ansamblu anonim (Categorie: locuire civilă) (Tip: Așezare deschisă)                           | sat Vorniceni, comuna Vorniceni           | Lutărie                                   | Sântana de Mureș - Cerneahov sec. IV - V                             | colectivul arheologic Corlăteni 1950            | 47°58′22″N 26°42′31″E / 47.97267°N 26.70859°E | Încărcați imagine | Raportați eroare |
| 39845.01.03 (Cod LMI: BT-I-s-B-01845)    | Situl arheologic de la Vorniceni - Lutărie / ansamblu anonim (Categorie: locuire civilă) (Tip: Așezare deschisă)                           | sat Vorniceni, comuna Vorniceni           | Lutărie                                   | Dridu sec. IX-XI                                                     | colectivul arheologic Corlăteni 1950            | 47°58′22″N 26°42′31″E / 47.97267°N 26.70859°E | Încărcați imagine | Raportați eroare |
| 37388.01.01 (Cod LMI: BT-I-m-B-01844.04) | Situl arheologic de la Vlădeni-Deal - La Biserică / ansamblu anonim (Categorie: locuire civilă) (Tip: Așezare)                             | sat Vlădeni-Deal, comuna Frumușica        | La Biserică                               | Cucuteni - B                                                         | N. Zaharia, A. Nițu 1954                        | 47°30′59″N 26°52′34″E / 47.51626°N 26.87611°E | Încărcați imagine | Raportați eroare |
| 37388.01.02 (Cod LMI: BT-I-m-B-01844.03) | Situl arheologic de la Vlădeni-Deal - La Biserică / ansamblu anonim (Categorie: locuire civilă) (Tip: Așezare)                             | sat Vlădeni-Deal, comuna Frumușica        | La Biserică                               | getică aprox. 650-450/300 ani                                        | N. Zaharia, A. Nițu 1954                        | 47°30′59″N 26°52′34″E / 47.51626°N 26.87611°E | Încărcați imagine | Raportați eroare |
| 37388.01.03 (Cod LMI: BT-I-m-B-01844.01) | Situl arheologic de la Vlădeni-Deal - La Biserică / ansamblu anonim (Categorie: locuire civilă) (Tip: Așezare)                             | sat Vlădeni-Deal, comuna Frumușica        | La Biserică                               | Sântana de Mureș - Cerneahov sec. IV - V                             | N. Zaharia, A. Nițu 1954                        | 47°30′59″N 26°52′34″E / 47.51626°N 26.87611°E | Încărcați imagine | Raportați eroare |
| 37388.01.04 (Cod LMI: BT-I-s-B-01844)    | Situl arheologic de la Vlădeni-Deal - La Biserică / ansamblu anonim (Categorie: locuire civilă) (Tip: Așezare)                             | sat Vlădeni-Deal, comuna Frumușica        | La Biserică                               | Dridu sec. IX - XI                                                   | N. Zaharia, A. Nițu 1954                        | 47°30′59″N 26°52′34″E / 47.51626°N 26.87611°E | Încărcați imagine | Raportați eroare |
| 37388.01.05 (Cod LMI: BT-I-s-B-01844)    | Situl arheologic de la Vlădeni-Deal - La Biserică / ansamblu anonim (Categorie: locuire civilă) (Tip: Așezare)                             | sat Vlădeni-Deal, comuna Frumușica        | La Biserică                               | sec. XV                                                              | N. Zaharia, A. Nițu 1954                        | 47°30′59″N 26°52′34″E / 47.51626°N 26.87611°E | Încărcați imagine | Raportați eroare |
| 37388.01.06 (Cod LMI: BT-I-s-B-01844)    | Situl arheologic de la Vlădeni-Deal - La Biserică / ansamblu anonim (Categorie: locuire civilă) (Tip: Necropolă plană)                     | sat Vlădeni-Deal, comuna Frumușica        | La Biserică                               | Sântana de Mureș - Cerneahov (?) sec. IV-V                           | N. Zaharia, A. Nițu 1954                        | 47°30′59″N 26°52′34″E / 47.51626°N 26.87611°E | Încărcați imagine | Raportați eroare |
| 39925.01.01 (Cod LMI: BT-I-s-B-01847)    | Situl arheologic de la Vorona Mare - Dealul Holban / ansamblu anonim (Categorie: locuire civilă) (Tip: Așezare deschisă)                   | sat Vorona Mare, comuna Vorona            | Dealul Holban                             | Cucuteni aprox. 4.500- 3.500 ani                                     | înv. Lupu Haralambie 1974                       | 47°33′53″N 26°35′57″E / 47.56475°N 26.59922°E | Încărcați imagine | Raportați eroare |
| 39925.01.02 (Cod LMI: BT-I-s-B-01847)    | Situl arheologic de la Vorona Mare - Dealul Holban / ansamblu anonim (Categorie: locuire civilă) (Tip: Așezare deschisă)                   | sat Vorona Mare, comuna Vorona            | Dealul Holban                             | Daci liberi sec. II - III                                            | înv. Lupu Haralambie 1974                       | 47°33′53″N 26°35′57″E / 47.56475°N 26.59922°E | Încărcați imagine | Raportați eroare |
| 39925.01.03 (Cod LMI: BT-I-s-B-01847)    | Situl arheologic de la Vorona Mare - Dealul Holban / ansamblu anonim (Categorie: locuire civilă) (Tip: Așezare deschisă)                   | sat Vorona Mare, comuna Vorona            | Dealul Holban                             | Sântana de Mureș - Cerneahov sec. IV - V                             | înv. Lupu Haralambie 1974                       | 47°33′53″N 26°35′57″E / 47.56475°N 26.59922°E | Încărcați imagine | Raportați eroare |
| 39845.02.01                              | Movila Rusă de la Vorniceni / ansamblu anonim (Categorie: descoperire funerară) (Tip: Movilă)                                              | sat Vorniceni, comuna Vorniceni           | Movila Rusă                               |                                                                      | A. Păunescu, P. Șadurschi, V. Chirica 1973      | 47°57′21″N 26°42′53″E / 47.95589°N 26.71465°E | Încărcați imagine | Raportați eroare |
| 39845.04.01                              | Așezarea medievală de la Vorniceni - Săliște / ansamblu anonim (Categorie: locuire civilă) (Tip: Așezare deschisă)                         | sat Vorniceni, comuna Vorniceni           | Săliște                                   | Prodana-Bârlad sec. XIII-XIV                                         | N. Filipescu-Dubău 1891                         | 47°58′22″N 26°38′07″E / 47.97264°N 26.63524°E | Încărcați imagine | Raportați eroare |
| 39621.02.01                              | Așezarea Cucuteni de la Văculești - La Odaie / ansamblu anonim (Categorie: locuire civilă) (Tip: Așezare deschisă)                         | sat Văculești, comuna Văculești           | La Odaie                                  | Cucuteni - A și A-B                                                  | Eugen Comșa 1950                                | 47°53′53″N 26°29′39″E / 47.89799°N 26.49407°E | Încărcați imagine | Raportați eroare |
| 39621.03.01                              | Situl arheologic de la Văculești - Rediu / ansamblu anonim (Categorie: locuire civilă) (Tip: Așezare deschisă)                             | sat Văculești, comuna Văculești           | Rediu                                     | Gravetian aprox. 28.000/27.000-20.000 ani                            | V. Perian 1960                                  | 47°52′38″N 26°25′30″E / 47.87722°N 26.42487°E | Încărcați imagine | Raportați eroare |
| 39621.03.03                              | Situl arheologic de la Văculești - Rediu / ansamblu anonim (Categorie: locuire civilă) (Tip: Așezare deschisă)                             | sat Văculești, comuna Văculești           | Rediu                                     | sec. XVIII                                                           | V. Perian 1960                                  | 47°52′38″N 26°25′30″E / 47.87722°N 26.42487°E | Încărcați imagine | Raportați eroare |
| 39621.03.02                              | Situl arheologic de la Văculești - Rediu / ansamblu anonim (Categorie: locuire civilă) (Tip: Așezare deschisă)                             | sat Văculești, comuna Văculești           | Rediu                                     | getică aprox. 650-300 ani                                            | V. Perian 1960                                  | 47°52′38″N 26°25′30″E / 47.87722°N 26.42487°E | Încărcați imagine | Raportați eroare |
| 39701.01.01                              | Situl arheologic de la Vârfu Câmpului - La Baltă / ansamblu anonim (Categorie: locuire civilă) (Tip: Așezare deschisă)                     | sat Vârfu Câmpului, comuna Vârfu Câmpului | La Baltă                                  | Sântana de Mureș - Cerneahov sec. IV - V                             | P. Huțu 1972                                    | 47°49′41″N 26°20′01″E / 47.82799°N 26.33367°E | Încărcați imagine | Raportați eroare |
| 39701.01.02                              | Situl arheologic de la Vârfu Câmpului - La Baltă / ansamblu anonim (Categorie: locuire civilă) (Tip: Așezare deschisă)                     | sat Vârfu Câmpului, comuna Vârfu Câmpului | La Baltă                                  | Lozna-Borniș sec. VI-VII                                             | P. Huțu 1972                                    | 47°49′41″N 26°20′01″E / 47.82799°N 26.33367°E | Încărcați imagine | Raportați eroare |
| 39701.01.03                              | Situl arheologic de la Vârfu Câmpului - La Baltă / ansamblu anonim (Categorie: locuire civilă) (Tip: Așezare deschisă)                     | sat Vârfu Câmpului, comuna Vârfu Câmpului | La Baltă                                  | Suceava-Drumul Național sec. VIII-IX                                 | P. Huțu 1972                                    | 47°49′41″N 26°20′01″E / 47.82799°N 26.33367°E | Încărcați imagine | Raportați eroare |
| 39701.01.04                              | Situl arheologic de la Vârfu Câmpului - La Baltă / ansamblu anonim (Categorie: locuire civilă) (Tip: Așezare deschisă)                     | sat Vârfu Câmpului, comuna Vârfu Câmpului | La Baltă                                  | sec. XVIII                                                           | P. Huțu 1972                                    | 47°49′41″N 26°20′01″E / 47.82799°N 26.33367°E | Încărcați imagine | Raportați eroare |
| 39685.01.01                              | Așezarea din epoca migrațiilor de la Viișoara Mică - Valea Lipanului / ansamblu anonim (Categorie: locuire civilă) (Tip: Așezare deschisă) | sat Viișoara Mică, comuna Viișoara        | Valea Lipanului                           | Sântana de Mureș - Cerneahov sec. IV - V                             | A. Păunescu, P. Șadurschi, V. Chirica 1973      | 48°10′01″N 26°47′45″E / 48.16703°N 26.79579°E | Încărcați imagine | Raportați eroare |
| 39747.02.01                              | Situl arheologic de la Vlădeni - Sub Pădure / ansamblu anonim (Categorie: locuire civilă) (Tip: Așezare deschisă)                          | sat Vlădeni, comuna Vlădeni               | Sub Pădure                                | Cucuteni aprox. 4.500- 3.500 ani                                     | prof. I. Cocuz 1973                             | 47°43′15″N 26°32′19″E / 47.72087°N 26.53872°E | Încărcați imagine | Raportați eroare |
| 39747.02.02                              | Situl arheologic de la Vlădeni - Sub Pădure / ansamblu anonim (Categorie: locuire civilă) (Tip: Așezare deschisă)                          | sat Vlădeni, comuna Vlădeni               | Sub Pădure                                | Horodiștea-Gordinești aprox.3.500-2.500 ani                          | prof. I. Cocuz 1973                             | 47°43′15″N 26°32′19″E / 47.72087°N 26.53872°E | Încărcați imagine | Raportați eroare |
| 39747.02.03                              | Situl arheologic de la Vlădeni - Sub Pădure / ansamblu anonim (Categorie: locuire civilă) (Tip: Așezare deschisă)                          | sat Vlădeni, comuna Vlădeni               | Sub Pădure                                |                                                                      | prof. I. Cocuz 1973                             | 47°43′15″N 26°32′19″E / 47.72087°N 26.53872°E | Încărcați imagine | Raportați eroare |
| 39747.03.01                              | Situl arheologic de la Vlădeni - La Gropană / ansamblu anonim (Categorie: locuire civilă) (Tip: Așezare deschisă)                          | sat Vlădeni, comuna Vlădeni               | La Gropană                                | Cucuteni aprox. 4.500- 3.500 ani                                     | prof. I. Cocuz 1974                             | 47°43′21″N 26°29′22″E / 47.72254°N 26.4894°E  | Încărcați imagine | Raportați eroare |
| 39747.03.02                              | Situl arheologic de la Vlădeni - La Gropană / ansamblu anonim (Categorie: locuire civilă) (Tip: Așezare deschisă)                          | sat Vlădeni, comuna Vlădeni               | La Gropană                                | Horodiștea-Gordinești aprox.3.500-2.500 ani                          | prof. I. Cocuz 1974                             | 47°43′21″N 26°29′22″E / 47.72254°N 26.4894°E  | Încărcați imagine | Raportați eroare |
| 39747.03.04                              | Situl arheologic de la Vlădeni - La Gropană / ansamblu anonim (Categorie: locuire civilă) (Tip: Așezare deschisă)                          | sat Vlădeni, comuna Vlădeni               | La Gropană                                | Sântana de Mureș - Cerneahov sec. IV - V                             | prof. I. Cocuz 1974                             | 47°43′21″N 26°29′22″E / 47.72254°N 26.4894°E  | Încărcați imagine | Raportați eroare |
| 39747.03.03                              | Situl arheologic de la Vlădeni - La Gropană / ansamblu anonim (Categorie: locuire civilă) (Tip: Așezare deschisă)                          | sat Vlădeni, comuna Vlădeni               | La Gropană                                |                                                                      | prof. I. Cocuz 1974                             | 47°43′21″N 26°29′22″E / 47.72254°N 26.4894°E  | Încărcați imagine | Raportați eroare |
| 39747.04.01                              | Așezarea Latene de la Vlădeni - La Hatie / ansamblu anonim (Categorie: locuire civilă) (Tip: Așezare deschisă)                             | sat Vlădeni, comuna Vlădeni               | La Hatie                                  |                                                                      | prof. I. Cocuz 1973                             | 47°43′41″N 26°31′39″E / 47.72805°N 26.52746°E | Încărcați imagine | Raportați eroare |
| 39881.01.01                              | Așezarea medievală de la Vorona - La Han / ansamblu anonim (Categorie: locuire civilă) (Tip: Așezare deschisă)                             | sat Vorona, comuna Vorona                 | La Han                                    |                                                                      | A. Păunescu, P. Șadurschi, V. Chirica 1974      | 47°34′14″N 26°37′10″E / 47.57047°N 26.61946°E | Încărcați imagine | Raportați eroare |
| 36417.01.01                              | Situl arheologic de la Vâlcele-Pe Pășune / ansamblu anonim (Categorie: locuire civilă) (Tip: Așezare)                                      | sat Vîlcelele, comuna Brăești             | Pe Pășune                                 | Gravettian aprox. 28.000/27.000-20.000 ani                           | N. Zaharia 1960                                 | 47°50′29″N 26°27′04″E / 47.84149°N 26.451°E   | Încărcați imagine | Raportați eroare |
| 36417.01.06                              | Situl arheologic de la Vâlcele-Pe Pășune / ansamblu anonim (Categorie: locuire civilă) (Tip: Așezare)                                      | sat Vîlcelele, comuna Brăești             | Pe Pășune                                 | Cucuteni aprox. 4.500- 3.500 ani                                     | N. Zaharia 1960                                 | 47°50′29″N 26°27′04″E / 47.84149°N 26.451°E   | Încărcați imagine | Raportați eroare |
| 36417.01.08                              | Situl arheologic de la Vâlcele-Pe Pășune / ansamblu anonim (Categorie: locuire civilă) (Tip: Așezare)                                      | sat Vîlcelele, comuna Brăești             | Pe Pășune                                 | Sântana de Mureș - Cerneahov sec. IV - V                             | N. Zaharia 1960                                 | 47°50′29″N 26°27′04″E / 47.84149°N 26.451°E   | Încărcați imagine | Raportați eroare |
| 36417.01.07                              | Situl arheologic de la Vâlcele-Pe Pășune / ansamblu anonim (Categorie: locuire civilă) (Tip: Așezare)                                      | sat Vîlcelele, comuna Brăești             | Pe Pășune                                 | Noua aprox. 1500/1400-1150 ani                                       | N. Zaharia 1960                                 | 47°50′29″N 26°27′04″E / 47.84149°N 26.451°E   | Încărcați imagine | Raportați eroare |
| 36417.01.03                              | Situl arheologic de la Vâlcele-Pe Pășune / ansamblu anonim (Categorie: locuire civilă) (Tip: așezare)                                      | sat Vîlcelele, comuna Brăești             | Pe Pășune                                 | Starčevo-Criș aprox. 6.500-5.500 ani                                 | N. Zaharia 1960                                 | 47°50′29″N 26°27′04″E / 47.84149°N 26.451°E   | Încărcați imagine | Raportați eroare |
| 36417.01.04                              | Situl arheologic de la Vâlcele-Pe Pășune / ansamblu anonim (Categorie: locuire civilă) (Tip: așezare)                                      | sat Vîlcelele, comuna Brăești             | Pe Pășune                                 | Ceramica lineară cu capete de note muzicale aprox. 5.500-5.000 ani   | N. Zaharia 1960                                 | 47°50′29″N 26°27′04″E / 47.84149°N 26.451°E   | Încărcați imagine | Raportați eroare |
| 36417.01.05                              | Situl arheologic de la Vâlcele-Pe Pășune / ansamblu anonim (Categorie: locuire civilă) (Tip: așezare)                                      | sat Vîlcelele, comuna Brăești             | Pe Pășune                                 | Precucuteni aprox. 5.000-4500 ani                                    | N. Zaharia 1960                                 | 47°50′29″N 26°27′04″E / 47.84149°N 26.451°E   | Încărcați imagine | Raportați eroare |
| 36417.01.02                              | Situl arheologic de la Vâlcele-Pe Pășune / ansamblu anonim (Categorie: locuire civilă) (Tip: așezare)                                      | sat Vîlcelele, comuna Brăești             | Pe Pășune                                 | Tardenoasian aprox. 8.500-6.500                                      | N. Zaharia 1960                                 | 47°50′29″N 26°27′04″E / 47.84149°N 26.451°E   | Încărcați imagine | Raportați eroare |
| 36747.01.01                              | Așezarea Cucuteni de la Vlădeni - La Borșa / ansamblu anonim (Categorie: locuire civilă) (Tip: Așezare)                                    | sat Vlădeni, comuna Corlăteni             | La Borșa                                  | Cucuteni aprox. 4.500- 3.500 ani                                     | I. Nestor 1950                                  | 47°55′30″N 26°38′11″E / 47.92487°N 26.63652°E | Încărcați imagine | Raportați eroare |
| 36747.02.02                              | Așezarea de epoca bronzului de la Vlădeni-Valea Godinescului / ansamblu anonim (Categorie: locuire civilă) (Tip: Așezare)                  | sat Vlădeni, comuna Corlăteni             | Valea Godinescului                        | Noua aprox. 1500/1400-1150 ani                                       | I. Nestor și colab. 1950                        | 47°56′19″N 26°35′54″E / 47.93857°N 26.59835°E | Încărcați imagine | Raportați eroare |
| 36747.02.01                              | Așezarea de epoca bronzului de la Vlădeni-Valea Godinescului / ansamblu anonim (Categorie: locuire civilă) (Tip: așezare)                  | sat Vlădeni, comuna Corlăteni             | Valea Godinescului                        | Musterian aprox. 65.000-38.000/40.000-35.000                         | I. Nestor și colab. 1950                        | 47°56′19″N 26°35′54″E / 47.93857°N 26.59835°E | Încărcați imagine | Raportați eroare |
| 37388.02.01                              | Așezarea Cucuteni de la Vlădeni-Deal - Vatra Satului / ansamblu anonim (Categorie: locuire civilă) (Tip: Așezare)                          | sat Vlădeni-Deal, comuna Frumușica        | Vatra Satului - Sectorul de NV al satului | Cucuteni - B                                                         | N. Macarovici 1948                              | 47°31′20″N 26°51′21″E / 47.52223°N 26.85578°E | Încărcați imagine | Raportați eroare |
| 37388.03.01                              | Așezarea neolitică de la Vlădeni-Deal - Via Noua / ansamblu anonim (Categorie: locuire civilă) (Tip: Așezare)                              | sat Vlădeni-Deal, comuna Frumușica        | Via Nouă                                  | Precucuteni aprox. 5.000-4500 ani                                    | A. Păunescu, P. Șadurschi, V. Chirica 1974      | 47°31′42″N 26°50′58″E / 47.52837°N 26.84935°E | Încărcați imagine | Raportați eroare |
| 37388.04.01                              | Așezarea medievală de la Vlădeni-Deal - Pârâul Varniței / ansamblu anonim (Categorie: locuire civilă) (Tip: așezare)                       | sat Vlădeni-Deal, comuna Frumușica        | Pârâul Varniței                           |                                                                      | A. Păunescu, P. Șadurschi, V. Chirica 1974      | 47°31′02″N 26°51′20″E / 47.51727°N 26.85556°E | Încărcați imagine | Raportați eroare |
| 37761.01.01                              | Situl arheologic de la Victoria - Dealul La Biserică / ansamblu anonim (Categorie: locuire civilă) (Tip: Așezare)                          | sat Victoria, comuna Hlipiceni            | Dealul La Biserică                        | Noua aprox. 1500/1400-1150 ani                                       | prof. P. Froicu și Veronica Sulugiuc 1974       | 47°36′15″N 27°09′34″E / 47.6042°N 27.15933°E  | Încărcați imagine | Raportați eroare |
| 37761.01.02                              | Situl arheologic de la Victoria - Dealul La Biserică / ansamblu anonim (Categorie: locuire civilă) (Tip: Așezare)                          | sat Victoria, comuna Hlipiceni            | Dealul La Biserică                        |                                                                      | prof. P. Froicu și Veronica Sulugiuc 1974       | 47°36′15″N 27°09′34″E / 47.6042°N 27.15933°E  | Încărcați imagine | Raportați eroare |
| 37761.01.03                              | Situl arheologic de la Victoria - Dealul La Biserică / ansamblu anonim (Categorie: locuire civilă) (Tip: așezare)                          | sat Victoria, comuna Hlipiceni            | Dealul La Biserică                        |                                                                      | prof. P. Froicu și Veronica Sulugiuc 1974       | 47°36′15″N 27°09′34″E / 47.6042°N 27.15933°E  | Încărcați imagine | Raportați eroare |
| 37761.03.01                              | Movila din Dealul Răchitei I de la Victoria / ansamblu anonim (Categorie: descoperire funerară) (Tip: Movilă)                              | sat Victoria, comuna Hlipiceni            | Movila din Dealul Răchitei I              |                                                                      | A. Păunescu, P. Șadurschi, V. Chirica 1973-1974 | 47°37′40″N 27°08′27″E / 47.62768°N 27.14092°E | Încărcați imagine | Raportați eroare |
| 37761.04.01                              | Movila din Dealul Răchitei II de la Victoria / ansamblu anonim (Categorie: descoperire funerară) (Tip: Movilă)                             | sat Victoria, comuna Hlipiceni            | Movila din Dealul Răchitei II             |                                                                      | O.L. Șovan 2009                                 | 47°37′00″N 27°09′12″E / 47.61666°N 27.1533°E  | Încărcați imagine | Raportați eroare |
| 37761.05.01                              | Movila Misir de la Victoria / ansamblu anonim (Categorie: descoperire funerară) (Tip: Movilă)                                              | sat Victoria, comuna Hlipiceni            | Movila Misir                              |                                                                      | A. Păunescu, P. Șadurschi, V. Chirica 1973-1974 | 47°37′06″N 27°10′40″E / 47.61832°N 27.17774°E | Încărcați imagine | Raportați eroare |
| 37761.02.01 (Cod LMI: BT-I-m-B-01788.05) | Situl arheologic de la Victoria - La Movilă / ansamblu anonim (Categorie: locuire) (Tip: așezare deschisă)                                 | sat Victoria, comuna Hlipiceni            | La Movilă                                 | Cucuteni - B2                                                        | prof. Froicu Petru 1974                         | 47°36′25″N 27°09′05″E / 47.60688°N 27.15152°E | Încărcați imagine | Raportați eroare |
| 37761.02.02 (Cod LMI: BT-I-m-B-01788.04) | Situl arheologic de la Victoria - La Movilă / ansamblu anonim (Categorie: locuire) (Tip: așezare deschisă)                                 | sat Victoria, comuna Hlipiceni            | La Movilă                                 | Noua aprox. 1500/1400-1150 ani                                       | prof. Froicu Petru 1974                         | 47°36′25″N 27°09′05″E / 47.60688°N 27.15152°E | Încărcați imagine | Raportați eroare |
| 37761.02.03 (Cod LMI: BT-I-m-B-01788.03) | Situl arheologic de la Victoria - La Movilă / ansamblu anonim (Categorie: locuire) (Tip: așezare deschisă)                                 | sat Victoria, comuna Hlipiceni            | La Movilă                                 | Corlăteni - Chișinău aprox. 1.200-800 ani                            | prof. Froicu Petru 1974                         | 47°36′25″N 27°09′05″E / 47.60688°N 27.15152°E | Încărcați imagine | Raportați eroare |
| 37761.02.04 (Cod LMI: BT-I-m-B-01788.02) | Situl arheologic de la Victoria - La Movilă / ansamblu anonim (Categorie: locuire) (Tip: așezare deschisă)                                 | sat Victoria, comuna Hlipiceni            | La Movilă                                 | Sântana de Mureș - Cerneahov sec. IV-V                               | prof. Froicu Petru 1974                         | 47°36′25″N 27°09′05″E / 47.60688°N 27.15152°E | Încărcați imagine | Raportați eroare |
| 37761.02.05 (Cod LMI: BT-I-m-B-01788.01) | Situl arheologic de la Victoria - La Movilă / ansamblu anonim (Categorie: locuire) (Tip: așezare deschisă)                                 | sat Victoria, comuna Hlipiceni            | La Movilă                                 | Suceava-Drumul Național sec. VIII-IX                                 | prof. Froicu Petru 1974                         | 47°36′25″N 27°09′05″E / 47.60688°N 27.15152°E | Încărcați imagine | Raportați eroare |
| 35928.02.01                              | Movila Filipeasca de la Victoria / ansamblu anonim (Categorie: descoperire funerară) (Tip: Tumul)                                          | sat Victoria, comuna Stăuceni             | Movila Filipeasca                         |                                                                      | I. Ioniță, O. L. Șovan 2011                     | 47°44′14″N 26°46′44″E / 47.73732°N 26.77889°E | Încărcați imagine | Raportați eroare |
| 39621.04.01                              | Așezarea medievală de la Văculești - La Săliște / ansamblu anonim (Categorie: locuire) (Tip: Așezare deschisă)                             | sat Văculești, comuna Văculești           | La Săliște                                |                                                                      | 1908 1870                                       | 47°53′32″N 26°25′43″E / 47.89226°N 26.42851°E | Încărcați imagine | Raportați eroare |
| 39621.05.01                              | Movila Țiganca I de la Văculești / ansamblu anonim (Categorie: descoperire funerară) (Tip: Tumul)                                          | sat Văculești, comuna Văculești           | Movila Țiganca I                          |                                                                      | A. Păunescu, P. Șadurschi, V. Chirica 1973-1974 | 47°52′24″N 26°26′03″E / 47.87325°N 26.43428°E | Încărcați imagine | Raportați eroare |
| 39621.06.01                              | Movila Țiganca II de la Văculești / ansamblu anonim (Categorie: descoperire funerară) (Tip: Tumul)                                         | sat Văculești, comuna Văculești           | Movila Țiganca II                         |                                                                      | A. Păunescu, P. Șadurschi, V. Chirica 1973-1974 | 47°52′26″N 26°25′59″E / 47.87379°N 26.43296°E | Încărcați imagine | Raportați eroare |
| 39667.01.01                              | Movila Viișoarei de la Viișoara / ansamblu anonim (Categorie: descoperire funerară) (Tip: Tumul)                                           | sat Viișoara, comuna Viișoara             | Movila Viișoarei                          |                                                                      | A. Păunescu, P. Șadurschi, V. Chirica 1973      | 48°08′34″N 26°44′36″E / 48.14269°N 26.74324°E | Încărcați imagine | Raportați eroare |
| 39747.05.03                              | Situl arheologic de la Vlădeni - La Siliște / ansamblu anonim (Categorie: locuire civilă) (Tip: Așezare deschisă)                          | sat Vlădeni, comuna Vlădeni               | La Siliște                                | sec. XVII - XVIII                                                    | N. Zaharia 1955                                 | 47°42′45″N 26°31′59″E / 47.71251°N 26.53301°E | Încărcați imagine | Raportați eroare |
| 39747.05.01                              | Situl arheologic de la Vlădeni - La Siliște / ansamblu anonim (Categorie: locuire civilă) (Tip: Așezare deschisă)                          | sat Vlădeni, comuna Vlădeni               | La Siliște                                | Noua aprox. 1500/1400-1150 ani                                       | N. Zaharia 1955                                 | 47°42′45″N 26°31′59″E / 47.71251°N 26.53301°E | Încărcați imagine | Raportați eroare |
| 39747.05.02                              | Situl arheologic de la Vlădeni - La Siliște / ansamblu anonim (Categorie: locuire civilă) (Tip: Așezare deschisă)                          | sat Vlădeni, comuna Vlădeni               | La Siliște                                | Sântana de Mureș - Cerneahov sec. IV-V                               | N. Zaharia 1955                                 | 47°42′45″N 26°31′59″E / 47.71251°N 26.53301°E | Încărcați imagine | Raportați eroare |
| 39747.07.01                              | Așezarea La Tène de la Vlădeni - La Pisc / ansamblu anonim (Categorie: locuire civilă) (Tip: Așezare deschisă)                             | sat Vlădeni, comuna Vlădeni               | La Pisc                                   |                                                                      | prof. I. Cocuz 1973                             | 47°43′46″N 26°32′00″E / 47.72956°N 26.53342°E | Încărcați imagine | Raportați eroare |
| 39747.06.01                              | Situl arheologic de la Vlădeni - Dealul Livezii / ansamblu anonim (Categorie: locuire civilă) (Tip: Așezare deschisă)                      | sat Vlădeni, comuna Vlădeni               | Dealul Livezii                            | Sântana de Mureș - Cerneahov sec. IV-V                               | A. Păunescu, P. Șadurschi, V. Chirica 1974      | 47°42′15″N 26°31′00″E / 47.70406°N 26.51676°E | Încărcați imagine | Raportați eroare |
| 39747.06.02                              | Situl arheologic de la Vlădeni - Dealul Livezii / ansamblu anonim (Categorie: locuire civilă) (Tip: Așezare deschisă)                      | sat Vlădeni, comuna Vlădeni               | Dealul Livezii                            | sec. XVIII                                                           | A. Păunescu, P. Șadurschi, V. Chirica 1974      | 47°42′15″N 26°31′00″E / 47.70406°N 26.51676°E | Încărcați imagine | Raportați eroare |
| 39809.01.01                              | Necropola de epoca bronzului de la Vlăsinești - Vatra satului / ansamblu anonim (Categorie: descoperire funerară) (Tip: Necropolă plană)   | sat Vlăsinești, comuna Vlăsinești         | Vatra satului                             | Costișa-Komariv - Corlăteni-Trușești aprox. 1.900-1.500 ani/1400 ani | F. Aprotosoaie 1969                             | 47°55′59″N 26°53′12″E / 47.93319°N 26.88664°E | Încărcați imagine | Raportați eroare |
| 39845.05.01                              | Movila La Steag I de la Vorniceni / ansamblu anonim (Categorie: descoperire funerară) (Tip: Movilă)                                        | sat Vorniceni, comuna Vorniceni           | Movila La Steag I                         |                                                                      | O. L. Șovan 2009                                | 47°58′43″N 26°44′10″E / 47.97848°N 26.73608°E | Încărcați imagine | Raportați eroare |
| 39845.06.01                              | Movila La Steag II de la Vorniceni / ansamblu anonim (Categorie: descoperire funerară) (Tip: Movilă)                                       | sat Vorniceni, comuna Vorniceni           | Movila La Steag II                        |                                                                      | O. L. Șovan 2009                                | 47°58′39″N 26°44′15″E / 47.97743°N 26.73744°E | Încărcați imagine | Raportați eroare |
| 39934.01.01                              | Așezarea medieval târzie de la Vorona-Teodor - După sat / ansamblu anonim (Categorie: locuire civilă) (Tip: Așezare deschisă)              | sat Vorona-Teodoru, comuna Vorona         | După sat                                  | sec. XVIII                                                           | A. Păunescu, P. Șadurschi, V. Chirica 1974      | 47°33′39″N 26°38′37″E / 47.56096°N 26.6435°E  | Încărcați imagine | Raportați eroare |
| 38232.01.01                              | Movilă la Vițcani I / ansamblu anonim (Categorie: descoperire funerară) (Tip: Tumul)                                                       | sat Vițcani, comuna Cândești              | Vițcani I                                 |                                                                      | O.L. Șovan 2009                                 | 47°56′55″N 26°13′08″E / 47.94854°N 26.21878°E | Încărcați imagine | Raportați eroare |
| 38232.02.01                              | Movilă la Vițcani II / ansamblu anonim (Categorie: descoperire funerară) (Tip: Tumul)                                                      | sat Vițcani, comuna Cândești              | Vițcani II                                |                                                                      | O.L. Șovan 2009                                 | 47°56′41″N 26°13′25″E / 47.94461°N 26.22363°E | Încărcați imagine | Raportați eroare |
| 36747.03.01                              | Movila de la Vlădeni-Dealul Godinescu / ansamblu anonim (Categorie: descoperire funerară) (Tip: Tumul)                                     | sat Vlădeni, comuna Corlăteni             | Dealul Godinescu                          |                                                                      | O.L.Șovan 2009                                  | 47°55′46″N 26°35′43″E / 47.92945°N 26.59523°E | Încărcați imagine | Raportați eroare |
| 36747.04.01                              | Movila de la Vlădeni-Dealul Siliștei / ansamblu anonim (Categorie: descoperire funerară) (Tip: Tumul)                                      | sat Vlădeni, comuna Corlăteni             | Dealul Siliștei                           |                                                                      | O.L.Șovan 2009                                  | 47°55′56″N 26°37′00″E / 47.9322°N 26.61674°E  | Încărcați imagine | Raportați eroare |
| 37388.05.01                              | Situl arheologic de la Vlădeni-Deal - Dealul Holm / ansamblu anonim (Categorie: locuire) (Tip: așezare)                                    | sat Vlădeni-Deal, comuna Frumușica        | Dealul Holm                               |                                                                      | prof. I. Ghebea 1974                            | 47°31′01″N 26°50′53″E / 47.51708°N 26.8481°E  | Încărcați imagine | Raportați eroare |
| 37388.05.02                              | Situl arheologic de la Vlădeni-Deal - Dealul Holm / ansamblu anonim (Categorie: locuire) (Tip: așezare)                                    | sat Vlădeni-Deal, comuna Frumușica        | Dealul Holm                               | getică 650- 300 ani                                                  | prof. I. Ghebea 1974                            | 47°31′01″N 26°50′53″E / 47.51708°N 26.8481°E  | Încărcați imagine | Raportați eroare |
| 37538.01.01                              | Movila de lângă Valea Popii de la Vânători / ansamblu anonim (Categorie: descoperire funerară) (Tip: Movilă)                               | sat Vânători, comuna Gorbănești           | Movila de lângă Valea Popii               |                                                                      | O.L. Șovan 2009                                 | 47°44′38″N 26°52′33″E / 47.74401°N 26.87583°E | Încărcați imagine | Raportați eroare |
| 37538.02.01                              | Movila din Dealul Belicioiului de la Vânători / ansamblu anonim (Categorie: descoperire funerară) (Tip: Movilă)                            | sat Vânători, comuna Gorbănești           | Dealul Belicioiului                       |                                                                      | O. L. Șovan 2009                                | 47°44′45″N 26°53′46″E / 47.74577°N 26.89609°E | Încărcați imagine | Raportați eroare |
| 37538.03.01                              | Movila din Dealul Vișinei de la Vânători / ansamblu anonim (Categorie: descoperire funerară) (Tip: Movilă)                                 | sat Vânători, comuna Gorbănești           | Dealul Vișinei                            |                                                                      | O. L. Șovan 2009                                | 47°44′51″N 26°50′52″E / 47.74756°N 26.84777°E | Încărcați imagine | Raportați eroare |
| 37538.04.01                              | Movila din Dealul Hârtopului de la Vânători / ansamblu anonim (Categorie: descoperire funerară) (Tip: Movilă)                              | sat Vânători, comuna Gorbănești           | Dealul Hârtopului                         |                                                                      | O. L. Șovan 2009                                | 47°44′36″N 26°51′48″E / 47.74337°N 26.86327°E | Încărcați imagine | Raportați eroare |
| 37538.05.01                              | Movila de la Vânători - La Hârtop / ansamblu anonim (Categorie: descoperire funerară) (Tip: Movilă)                                        | sat Vânători, comuna Gorbănești           | La Hârtop                                 |                                                                      | O. L. Șovan 2009                                | 47°45′21″N 26°52′34″E / 47.75575°N 26.87609°E | Încărcați imagine | Raportați eroare |
| 36747.05.01                              | Movilă la Vlădeni-Podiș / ansamblu anonim (Categorie: descoperire funerară) (Tip: Tumul)                                                   | sat Vlădeni, comuna Corlăteni             | Podiș                                     |                                                                      | O.L.Șovan 2009                                  | 47°57′03″N 26°35′27″E / 47.95088°N 26.59085°E | Încărcați imagine | Raportați eroare |
| 37388.06.01                              | Situl arheologic de la Vlădeni-Deal - Vatra Satului-sectorul sudic / ansamblu anonim (Categorie: locuire) (Tip: așezare)                   | sat Vlădeni-Deal, comuna Frumușica        | Vatra Satului-sectorul sudic              |                                                                      | N. Zaharia și A. Nițu                           | 47°30′54″N 26°52′04″E / 47.5149°N 26.86776°E  | Încărcați imagine | Raportați eroare |
| 37388.06.2                               | Situl arheologic de la Vlădeni-Deal - Vatra Satului-sectorul sudic / ansamblu anonim (Categorie: locuire) (Tip: așezare)                   | sat Vlădeni-Deal, comuna Frumușica        | Vatra Satului-sectorul sudic              | Cucuteni - B                                                         | N. Zaharia și A. Nițu                           | 47°30′54″N 26°52′04″E / 47.5149°N 26.86776°E  | Încărcați imagine | Raportați eroare |
| 37388.07.01                              | Așezarea din perioada medievală târzie de la Vlădeni-Deal - Curtea școlii / ansamblu anonim (Categorie: locuire) (Tip: așezare)            | sat Vlădeni-Deal, comuna Frumușica        | Curtea școlii                             |                                                                      | prof. I. Ghebea 1972                            | 47°31′28″N 26°52′07″E / 47.52436°N 26.86851°E | Încărcați imagine | Raportați eroare |
| 37388.08.01                              | Movila din Poiana Runcului de la Vlădeni-Deal / ansamblu anonim (Categorie: descoperire funerară) (Tip: Movilă)                            | sat Vlădeni-Deal, comuna Frumușica        | Movila din Poiana Runcului                |                                                                      | O.L. Șovan 2009                                 | 47°32′04″N 26°44′28″E / 47.53453°N 26.74114°E | Încărcați imagine | Raportați eroare |
| 37388.09.01                              | Movila Holmul de la Vlădeni-Deal / ansamblu anonim (Categorie: descoperire funerară) (Tip: movilă)                                         | sat Vlădeni-Deal, comuna Frumușica        | Movila Holmul                             |                                                                      | O.L. Șovan 2009                                 | 47°30′52″N 26°49′23″E / 47.51431°N 26.82299°E | Încărcați imagine | Raportați eroare |
| 37388.10.01                              | Movila de la Vlădeni-Deal - la Vest de sat / ansamblu anonim (Categorie: descoperire funerară) (Tip: Movilă)                               | sat Vlădeni-Deal, comuna Frumușica        | Movila de la Vest de Sat                  |                                                                      | O. L. Șovan 2009                                | 47°31′40″N 26°49′59″E / 47.52777°N 26.83298°E | Încărcați imagine | Raportați eroare |
| 37529.01.01                              | Movila de lângă Pădurea Viforeni de la Viforeni / ansamblu anonim (Categorie: descoperire funerară) (Tip: Movilă)                          | sat Viforeni, comuna Gorbănești           | Movila de lângă Pădurea Viforeni          |                                                                      | O. L. Șovan 2009                                | 47°45′58″N 26°56′49″E / 47.766°N 26.94687°E   | Încărcați imagine | Raportați eroare |
| 35928.03.01                              | Movila din Dealul Ciuchenoaia de la Victoria / ansamblu anonim (Categorie: descoperire funerară) (Tip: Movilă)                             | sat Victoria, comuna Stăuceni             | Dealul Ciuchenoaia                        |                                                                      | O. L. Șovan 2009                                | 47°43′43″N 26°49′22″E / 47.72858°N 26.82274°E | Încărcați imagine | Raportați eroare |
| 35928.04.01                              | Movila La Sârmă de la Victoria / ansamblu anonim (Categorie: descoperire funerară) (Tip: Movilă)                                           | sat Victoria, comuna Stăuceni             | Movila La Sârmă                           |                                                                      | A. Păunescu, P. Șadurschi, V. Chirica 1974      | 47°43′21″N 26°48′55″E / 47.72255°N 26.81524°E | Încărcați imagine | Raportați eroare |
| 35928.05.01                              | Movila din Sat de la Victoria / ansamblu anonim (Categorie: descoperire funerară) (Tip: Movilă)                                            | sat Victoria, comuna Stăuceni             | Movila din Sat                            |                                                                      | O. L. Șovan 2009                                | 47°43′27″N 26°47′55″E / 47.72427°N 26.79852°E | Încărcați imagine | Raportați eroare |
| 35928.06.01                              | Movila din Dealul Roșca de la Victoria / ansamblu anonim (Categorie: descoperire funerară) (Tip: Movilă)                                   | sat Victoria, comuna Stăuceni             | Movila din Dealul Roșca                   |                                                                      | O. L. Șovan 2009                                | 47°43′36″N 26°47′19″E / 47.72678°N 26.78862°E | Încărcați imagine | Raportați eroare |
| 35928.07.01                              | Situl arheologic de la Victoria - Balta lui Ciocan / ansamblu anonim (Categorie: locuire) (Tip: Așezare deschisă)                          | sat Victoria, comuna Stăuceni             | Balta lui Ciocan                          | Cucuteni - A                                                         | A. Păunescu, P. Șadurschi, V. Chirica 1974      | 47°43′34″N 26°49′35″E / 47.72604°N 26.82632°E | Încărcați imagine | Raportați eroare |
| 35928.07.02                              | Situl arheologic de la Victoria - Balta lui Ciocan / ansamblu anonim (Categorie: locuire) (Tip: Așezare deschisă)                          | sat Victoria, comuna Stăuceni             | Balta lui Ciocan                          | Sântana de Mureș - Cerneahov sec. IV-V                               | A. Păunescu, P. Șadurschi, V. Chirica 1974      | 47°43′34″N 26°49′35″E / 47.72604°N 26.82632°E | Încărcați imagine | Raportați eroare |
| 35928.07.03                              | Situl arheologic de la Victoria - Balta lui Ciocan / ansamblu anonim (Categorie: locuire) (Tip: Așezare deschisă)                          | sat Victoria, comuna Stăuceni             | Balta lui Ciocan                          |                                                                      | A. Păunescu, P. Șadurschi, V. Chirica 1974      | 47°43′34″N 26°49′35″E / 47.72604°N 26.82632°E | Încărcați imagine | Raportați eroare |
| 39523.01.01                              | Movila lui Ciofu de la Vicoleni / ansamblu anonim (Categorie: descoperire funerară) (Tip: Movilă)                                          | sat Vicoleni, comuna Ungureni             | Movila lui Ciofu                          |                                                                      | O. L. Șovan 2009                                | 47°54′04″N 26°50′07″E / 47.9011°N 26.83523°E  | Încărcați imagine | Raportați eroare |
| 39523.02.01                              | Movila Budăi de la Vicoleni / ansamblu anonim (Categorie: descoperire funerară) (Tip: Movilă)                                              | sat Vicoleni, comuna Ungureni             | Movila Budăi                              |                                                                      | O.L. Șovan 2009                                 | 47°53′04″N 26°51′38″E / 47.88447°N 26.86063°E | Încărcați imagine | Raportați eroare |
| 39621.08.01                              | Movila Țiganca III de la Văculești / ansamblu anonim (Categorie: descoperire funerară) (Tip: Movilă)                                       | sat Văculești, comuna Văculești           | Movila Țiganca III                        |                                                                      | A. Păunescu, P. Șadurschi, V. Chirica 1973-1974 | 47°52′29″N 26°25′54″E / 47.8746°N 26.43171°E  | Încărcați imagine | Raportați eroare |
| 39621.09.01                              | Movila Țiganca IV de la Văculești / ansamblu anonim (Categorie: descoperire funerară) (Tip: Movilă)                                        | sat Văculești, comuna Văculești           | Movila Țiganca IV                         |                                                                      | A. Păunescu, P. Șadurschi, V. Chirica 1973-1974 | 47°52′32″N 26°25′49″E / 47.87544°N 26.43041°E | Încărcați imagine | Raportați eroare |
| 39621.10.01                              | Movila Țiganca V de la Văcărești / ansamblu anonim (Categorie: descoperire funerară) (Tip: Movilă)                                         | sat Văculești, comuna Văculești           | Movila Țiganca V                          |                                                                      | A. Păunescu, P. Șadurschi, V. Chirica 1973-1974 | 47°52′35″N 26°25′45″E / 47.87637°N 26.42926°E | Încărcați imagine | Raportați eroare |
| 39621.11.01                              | Movila Țiganca VI de la Văculești / ansamblu anonim (Categorie: descoperire funerară) (Tip: Movilă)                                        | sat Văculești, comuna Văculești           | Movila Țiganca VI                         |                                                                      | A. Păunescu, P. Șadurschi, V. Chirica 1973-1974 | 47°52′37″N 26°25′41″E / 47.87683°N 26.42797°E | Încărcați imagine | Raportați eroare |
| 39621.12.01                              | Movila Țiganca VII de la Văculești / ansamblu anonim (Categorie: descoperire funerară) (Tip: Movilă)                                       | sat Văculești, comuna Văculești           | Movila Țiganca VII                        |                                                                      | A. Păunescu, P. Șadurschi, V. Chirica 1973-1974 | 47°52′32″N 26°25′39″E / 47.87568°N 26.42737°E | Încărcați imagine | Raportați eroare |
| 39621.13.01                              | Movila La Odaie I de la Văculești / ansamblu anonim (Categorie: descoperire funerară) (Tip: Movilă)                                        | sat Văculești, comuna Văculești           | Movila La Odaie I                         |                                                                      | A. Păunescu, P. Șadurschi, V. Chirica 1973-1974 | 47°53′54″N 26°30′00″E / 47.89832°N 26.50006°E | Încărcați imagine | Raportați eroare |
| 39621.14.01                              | Movila La Odaie II de la Văculești / ansamblu anonim (Categorie: descoperire funerară) (Tip: Movilă)                                       | sat Văculești, comuna Văculești           | Movila La Odaie II                        |                                                                      | A. Păunescu, P. Șadurschi, V. Chirica 1973-1974 | 47°53′54″N 26°30′05″E / 47.89829°N 26.50148°E | Încărcați imagine | Raportați eroare |
| 39621.15.01                              | Movila Văculești Nord-Vest de la Văculești / ansamblu anonim (Categorie: descoperire funerară) (Tip: Movilă)                               | sat Văculești, comuna Văculești           | Movila Văculești Nord-Vest                |                                                                      | O. L. Șovan 2009                                | 47°52′53″N 26°23′11″E / 47.88142°N 26.38635°E | Încărcați imagine | Raportați eroare |
| 39701.02.01                              | Movila din Dealul Humăriei de la Vârfu Câmpului / ansamblu anonim (Categorie: descoperire funerară) (Tip: Movilă)                          | sat Vârfu Câmpului, comuna Vârfu Câmpului | Movila din Dealul Humăriei                |                                                                      | O. L. Șovan 2009                                | 47°51′03″N 26°21′16″E / 47.85085°N 26.35453°E | Încărcați imagine | Raportați eroare |
| 39685.02.01                              | Movila din Dealul Costișului de la Viișoara Mică / ansamblu anonim (Categorie: descoperire funerară) (Tip: Movilă)                         | sat Viișoara Mică, comuna Viișoara        | Movila din Dealul Costișului              |                                                                      | O.L. Șovan 2009                                 | 48°09′14″N 26°45′53″E / 48.15384°N 26.76486°E | Încărcați imagine | Raportați eroare |
| 39685.03.01                              | Movila Volovăț de la Viișoara Mică / ansamblu anonim (Categorie: descoperire funerară) (Tip: Movilă)                                       | sat Viișoara Mică, comuna Viișoara        | Movila Volovăț                            |                                                                      | O.L. Șovan 2009                                 | 48°09′04″N 26°47′16″E / 48.15111°N 26.78767°E | Încărcați imagine | Raportați eroare |
| 39667.02.01                              | Movila din Dealul Bodeasa de la Viișoara / ansamblu anonim (Categorie: descoperire funerară) (Tip: Movilă)                                 | sat Viișoara, comuna Viișoara             | Movila din Dealul Bodeasa                 |                                                                      | O. L. Șovan 2009                                | 48°09′04″N 26°43′59″E / 48.15122°N 26.73304°E | Încărcați imagine | Raportați eroare |
| 39667.03.01                              | Movila din Mălai I de la Viișoara / ansamblu anonim (Categorie: descoperire funerară) (Tip: Movilă)                                        | sat Viișoara, comuna Viișoara             | Movila din Mălai I                        |                                                                      | O.L. Șovan 2009                                 | 48°09′52″N 26°42′57″E / 48.16449°N 26.71573°E | Încărcați imagine | Raportați eroare |
| 39667.04.01                              | Movila din Mălai II de la Viișoara / ansamblu anonim (Categorie: descoperire funerară) (Tip: Movilă)                                       | sat Viișoara, comuna Viișoara             | Movila din Mălai II                       |                                                                      | O.L. Șovan 2009                                 | 48°09′31″N 26°43′26″E / 48.15871°N 26.72399°E | Încărcați imagine | Raportați eroare |
| 39667.05.01                              | Movila din Dealul Ciorbeni de la Viișoara / ansamblu anonim (Categorie: descoperire funerară) (Tip: Movilă)                                | sat Viișoara, comuna Viișoara             | Movila din Dealul Ciorbeni                |                                                                      | O.L. Șovan 2009                                 | 48°08′57″N 26°43′16″E / 48.14916°N 26.72106°E | Încărcați imagine | Raportați eroare |
| 39747.08.01                              | Movila din Dealul Livezii de la Vlădeni / ansamblu anonim (Categorie: descoperire funerară) (Tip: Movilă)                                  | sat Vlădeni, comuna Vlădeni               | Movila din Dealul Livezii                 |                                                                      | A. Păunescu, P. Șadurschi, V. Chirica 1974      | 47°42′30″N 26°30′44″E / 47.70835°N 26.51213°E | Încărcați imagine | Raportați eroare |
| 39747.09.01                              | Movila din Dealul Baisa de la Vlădeni / ansamblu anonim (Categorie: descoperire funerară) (Tip: Movilă)                                    | sat Vlădeni, comuna Vlădeni               | Movila din Dealul Baisa                   |                                                                      | O. L. Șovan 2009                                | 47°43′18″N 26°33′07″E / 47.72177°N 26.55195°E | Încărcați imagine | Raportați eroare |
| 39747.10.01                              | Movila din Cărarea Urșilor de la Vlădeni / ansamblu anonim (Categorie: descoperire funerară) (Tip: Movilă)                                 | sat Vlădeni, comuna Vlădeni               | Movila din Cărarea Urșilor                |                                                                      | O.L. Șovan 2009                                 | 47°43′48″N 26°30′33″E / 47.73001°N 26.50928°E | Încărcați imagine | Raportați eroare |
| 39809.02.01                              | Așezarea din epoca bronzului de la Vlăsinești - Dealul Viei / ansamblu anonim (Categorie: locuire) (Tip: Așezare deschisă)                 | sat Vlăsinești, comuna Vlăsinești         | Dealul Viei                               | Noua aprox. 1500/1400-1150 ani                                       | V. Perian 1960                                  | 47°55′46″N 26°53′21″E / 47.92933°N 26.8893°E  | Încărcați imagine | Raportați eroare |
| 39809.03.01                              | Așezarea din epoca migrațiilor de la Vlăsinești - La Est de Sat / ansamblu anonim (Categorie: locuire) (Tip: Așezare deschisă)             | sat Vlăsinești, comuna Vlăsinești         | La Est de Sat                             | Sântana de Mureș - Cerneahov sec. IV-V                               | V. Diaconu 2006                                 | 47°55′57″N 26°54′10″E / 47.93251°N 26.90281°E | Încărcați imagine | Raportați eroare |
| 39809.04.01                              | Situl arheologic de la Vlăsinești - La Ocoale / ansamblu anonim (Categorie: locuire) (Tip: Așezare deschisă)                               | sat Vlăsinești, comuna Vlăsinești         | La Ocoale                                 | Poienești-Lukașevka sec. II-I. a. Chr.                               | G. Foit 1961                                    | 47°53′30″N 26°53′36″E / 47.89158°N 26.89341°E | Încărcați imagine | Raportați eroare |
| 39809.04.02                              | Situl arheologic de la Vlăsinești - La Ocoale / ansamblu anonim (Categorie: locuire) (Tip: Necropolă plană)                                | sat Vlăsinești, comuna Vlăsinești         | La Ocoale                                 | Sarmatică sec. II-III                                                | G. Foit 1961                                    | 47°53′30″N 26°53′36″E / 47.89158°N 26.89341°E | Încărcați imagine | Raportați eroare |
| 39809.04.03                              | Situl arheologic de la Vlăsinești - La Ocoale / ansamblu anonim (Categorie: locuire) (Tip: Așezare deschisă)                               | sat Vlăsinești, comuna Vlăsinești         | La Ocoale                                 |                                                                      | G. Foit 1961                                    | 47°53′30″N 26°53′36″E / 47.89158°N 26.89341°E | Încărcați imagine | Raportați eroare |
| 39809.05.01                              | Movila din Dealul Naftoli de la Vlăsinești / ansamblu anonim (Categorie: descoperire funerară) (Tip: Movilă)                               | sat Vlăsinești, comuna Vlăsinești         | Movila din Dealul Naftoli                 |                                                                      | O.L. Șovan 2009                                 | 47°55′59″N 26°52′14″E / 47.93314°N 26.8705°E  | Încărcați imagine | Raportați eroare |
| 39809.06.01                              | Movila Steagul lui Ciomag de la Vlăsinești / ansamblu anonim (Categorie: descoperire funerară) (Tip: Movilă)                               | sat Vlăsinești, comuna Vlăsinești         | Movila Steagul lui Ciomag                 |                                                                      | O.L. Șovan 2009                                 | 47°54′35″N 26°52′30″E / 47.90973°N 26.87491°E | Încărcați imagine | Raportați eroare |
| 39809.07.01                              | Movila din Dealul Ghițălăria de la Vlăsinești / ansamblu anonim (Categorie: descoperire funerară) (Tip: Movilă)                            | sat Vlăsinești, comuna Vlăsinești         | Movila din Dealul Ghițălăria              |                                                                      | O.L. Șovan 2009                                 | 47°53′37″N 26°52′48″E / 47.89364°N 26.87988°E | Încărcați imagine | Raportați eroare |
| 39809.08.01                              | Movila La Cumpărătură de la Vlăsinești / ansamblu anonim (Categorie: descoperire funerară) (Tip: Movilă)                                   | sat Vlăsinești, comuna Vlăsinești         | Movila La Cumpărătură                     |                                                                      | O.L. Șovan 2009                                 | 47°52′50″N 26°54′44″E / 47.8805°N 26.9122°E   | Încărcați imagine | Raportați eroare |
| 39809.09.01                              | Movila de la Coșare de la Vlăsinești / ansamblu anonim (Categorie: descoperire funerară) (Tip: Movilă)                                     | sat Vlăsinești, comuna Vlăsinești         | Movila de la Coșare                       |                                                                      | O.L. Șovan 2009                                 | 47°53′49″N 26°54′16″E / 47.89681°N 26.90448°E | Încărcați imagine | Raportați eroare |
| 39809.10.01                              | Movila La Steag de la Vlăsinești / ansamblu anonim (Categorie: descoperire funerară) (Tip: Movilă)                                         | sat Vlăsinești, comuna Vlăsinești         | Movila La Steag                           |                                                                      | O.L. Șovan 2009                                 | 47°54′21″N 26°54′46″E / 47.90593°N 26.91273°E | Încărcați imagine | Raportați eroare |
| 39809.11.01                              | Movila din Dealul Buneni de la Vlăsinești / ansamblu anonim (Categorie: descoperire funerară) (Tip: Movilă)                                | sat Vlăsinești, comuna Vlăsinești         | Movila din Dealul Buneni                  |                                                                      | O.L. Șovan 2009                                 | 47°53′51″N 26°55′33″E / 47.89744°N 26.92593°E | Încărcați imagine | Raportați eroare |
| 39809.12.01                              | Movila din Dealul Raicu de la Vlăsinești / ansamblu anonim (Categorie: descoperire funerară) (Tip: Movilă)                                 | sat Vlăsinești, comuna Vlăsinești         | Movila din Dealul Raicu                   |                                                                      | O.L. Șovan 2009                                 | 47°54′36″N 26°55′46″E / 47.91009°N 26.92935°E | Încărcați imagine | Raportați eroare |
| 39809.13.01                              | Movila din Bucheliștea Veche de la Vlăsinești / ansamblu anonim (Categorie: descoperire funerară) (Tip: Movilă)                            | sat Vlăsinești, comuna Vlăsinești         | Movila din Bucheliștea Veche              |                                                                      | V. Diaconu 2006                                 | 47°55′24″N 26°56′54″E / 47.9232°N 26.94831°E  | Încărcați imagine | Raportați eroare |
| 39845.07.01                              | Movila Chiriștea I de la Vorniceni / ansamblu anonim (Categorie: descoperire funerară) (Tip: Movilă)                                       | sat Vorniceni, comuna Vorniceni           | Movila Chiriștea I                        |                                                                      | O. L. Șovan 2009                                | 48°00′38″N 26°41′17″E / 48.01054°N 26.68806°E | Încărcați imagine | Raportați eroare |
| 39845.08.01                              | Movila Chiriștea II de la Vorniceni / ansamblu anonim (Categorie: descoperire funerară) (Tip: Movilă)                                      | sat Vorniceni, comuna Vorniceni           | Movila Chiriștea II                       |                                                                      | O. L. Șovan 2009                                | 48°00′46″N 26°41′09″E / 48.01287°N 26.68575°E | Încărcați imagine | Raportați eroare |
| 39845.09.01                              | Movila Chiriștea III de la Vorniceni / ansamblu anonim (Categorie: descoperire funerară) (Tip: Movilă)                                     | sat Vorniceni, comuna Vorniceni           | Movila Chiriștea III                      |                                                                      | O.L. Șovan 2009                                 | 48°00′48″N 26°41′14″E / 48.01334°N 26.6871°E  | Încărcați imagine | Raportați eroare |
| 39845.03.01                              | Movila Pustoaia de la Vorniceni / ansamblu anonim (Categorie: descoperire funerară) (Tip: Movilă)                                          | sat Vorniceni, comuna Vorniceni           | Movila Pustoaia                           |                                                                      | O.L. Șovan 2009                                 | 48°00′31″N 26°42′14″E / 48.0086°N 26.7039°E   | Încărcați imagine | Raportați eroare |
| 39845.10.01                              | Movila din Păscărie de la Vorniceni / ansamblu anonim (Categorie: descoperire funerară) (Tip: Movilă)                                      | sat Vorniceni, comuna Vorniceni           | Movila din Păscărie                       |                                                                      | O.L. Șovan 2009                                 | 47°59′38″N 26°40′09″E / 47.99397°N 26.66903°E | Încărcați imagine | Raportați eroare |
| 39845.11.01                              | Movila din Fața Coșarului de la Vorniceni / ansamblu anonim (Categorie: descoperire funerară) (Tip: Movilă)                                | sat Vorniceni, comuna Vorniceni           | Movila din Fața Coșarului                 |                                                                      | O.L. Șovan 2009                                 | 48°00′20″N 26°39′28″E / 48.00559°N 26.65783°E | Încărcați imagine | Raportați eroare |
| 39845.12.01                              | Movila din Valea Morarului de la Vorniceni / ansamblu anonim (Categorie: descoperire funerară) (Tip: Movilă)                               | sat Vorniceni, comuna Vorniceni           | Movila din Valea Morarului                |                                                                      | O.L. Șovan 2009                                 | 47°59′23″N 26°38′24″E / 47.98973°N 26.63996°E | Încărcați imagine | Raportați eroare |
| 39845.13.01                              | Movila Pomparău de la Vorniceni / ansamblu anonim (Categorie: descoperire funerară) (Tip: Movilă)                                          | sat Vorniceni, comuna Vorniceni           | Movila Pomparău                           |                                                                      | O. L. Șovan 2009                                | 47°58′57″N 26°37′49″E / 47.98238°N 26.63032°E | Încărcați imagine | Raportați eroare |
| 39845.14.01                              | Movila Holburica de la Vorniceni / ansamblu anonim (Categorie: descoperire funerară) (Tip: Movilă)                                         | sat Vorniceni, comuna Vorniceni           | Movila Holburica                          |                                                                      | O.L. Șovan 2009                                 | 47°58′18″N 26°39′11″E / 47.97161°N 26.65294°E | Încărcați imagine | Raportați eroare |
| 39845.15.01                              | Movila de lângă Valea Săvescu de la Vorniceni / ansamblu anonim (Categorie: descoperire funerară) (Tip: Movilă)                            | sat Vorniceni, comuna Vorniceni           | Movila de lângă Valea Săvescu             |                                                                      | O.L. Șovan 2009                                 | 47°57′13″N 26°41′35″E / 47.95373°N 26.69298°E | Încărcați imagine | Raportați eroare |
| 39925.02.01                              | Movila din Dealul Cornățelului de la Vorona Mare / ansamblu anonim (Categorie: descoperire funerară) (Tip: Movilă)                         | sat Vorona Mare, comuna Vorona            | Movila din Dealul Cornățelului            |                                                                      | O. L. Șovan 2009                                | 47°32′20″N 26°37′49″E / 47.53899°N 26.63014°E | Încărcați imagine | Raportați eroare |
| 39925.03.01                              | Movila Pancu de la Vorona Mare / ansamblu anonim (Categorie: descoperire funerară) (Tip: Movilă)                                           | sat Vorona Mare, comuna Vorona            | Movila Pancu                              |                                                                      | O. L. Șovan 2009                                | 47°32′56″N 26°38′24″E / 47.54888°N 26.63994°E | Încărcați imagine | Raportați eroare |
| 39934.02.01                              | Movila Chiscovata de la Vorona-Teodoru / ansamblu anonim (Categorie: descoperire funerară) (Tip: Movilă)                                   | sat Vorona-Teodoru, comuna Vorona         | Movila Chiscovata                         |                                                                      | O. L. Șovan 2009                                | 47°33′45″N 26°39′08″E / 47.56261°N 26.65225°E | Încărcați imagine | Raportați eroare |
| 39934.03.01                              | Movila din Dealul Mesteacănului de la Vorona-Teodoru / ansamblu anonim (Categorie: descoperire funerară) (Tip: Movilă)                     | sat Vorona-Teodoru, comuna Vorona         | Movila din Dealul Mesteacănului           |                                                                      | O.L. Șovan 2009                                 | 47°32′40″N 26°40′48″E / 47.54435°N 26.67993°E | Încărcați imagine | Raportați eroare |
| 39934.04.01                              | Movila Dealul Mare de la Vorona-Teodoru / ansamblu anonim (Categorie: descoperire funerară) (Tip: Movilă)                                  | sat Vorona-Teodoru, comuna Vorona         | Movila Dealul Mare                        |                                                                      | O.L. Șovan 2009                                 | 47°33′25″N 26°42′10″E / 47.55708°N 26.70276°E | Încărcați imagine | Raportați eroare |
| 39809.14.01                              | Movila de pe 30 de la Vlăsinești / ansamblu anonim (Categorie: descoperire funerară) (Tip: Movilă)                                         | sat Vlăsinești, comuna Vlăsinești         | Movila de pe 30                           |                                                                      |                                                 | 47°55′35″N 26°54′13″E / 47.92644°N 26.90354°E | Încărcați imagine | Raportați eroare |
| 39881.03.01                              | Așezarea de epoca bronzului de la Vorona - Dealul Humăriei / ansamblu anonim (Categorie: locuire) (Tip: Așezare deschisă)                  | sat Vorona, comuna Vorona                 | Dealul Humăriei                           |                                                                      | prof. C. Rusu 1975                              | 47°36′13″N 26°37′42″E / 47.60365°N 26.62826°E | Încărcați imagine | Raportați eroare |
| 39845.16.01                              | Movila din Dealul Prepeleac de la Vorniceni / ansamblu anonim (Categorie: descoperire funerară) (Tip: Movilă)                              | sat Vorniceni, comuna Vorniceni           | Movila din Dealul Prepeleac               |                                                                      | N. Filipescu-Dubău 1891                         | 47°58′28″N 26°44′35″E / 47.97446°N 26.74313°E | Încărcați imagine | Raportați eroare |
| 39881.04.01                              | Movila din Dealul Rugului de la Vorona / ansamblu anonim (Categorie: descoperire funerară) (Tip: Movilă)                                   | sat Vorona, comuna Vorona                 | Movila din Dealul Rugului                 |                                                                      | O.L. Șovan 2011                                 | 47°34′27″N 26°41′26″E / 47.57415°N 26.69066°E | Încărcați imagine | Raportați eroare |